# 佐伯高志
佐伯 高志（さえき たかし、1983年11月20日 - ）は、日本の作曲家、編曲家。浅野隼人と共に弐八さんとしても活動している。

## 提供作品
※ 弐八さん名義の曲については「弐八さん」を参照。

### アーティスト
- 伊藤静
  - 足跡（作曲）
  - ワンダフルライフ（作曲・編曲）
- A応P
  - 希望TRAVELER（作曲・編曲） / テレビアニメ『タイムトラベル少女〜マリ・ワカと8人の科学者たち〜』OP
- ELISA
  - Shining Wind（作曲）
- 大橋彩香
  - 明日の風よ（作曲・編曲）
  - ハイライト（作曲・編曲） / テレビアニメ『叛逆性ミリオンアーサー』OP
- 加瀬愛奈
  - 柔らかな桜光（作曲・編曲） / ゲーム『fortissimo//Akkord:Bsusvier』挿入歌
- 可憐Girl's
  - Over The Future（作曲） / テレビアニメ『絶対可憐チルドレン』OP
  - とっぷし～くれっと（作曲）
- 栗林みな実
  - First Addiction（作曲・編曲）
- 96猫
  - Dive（共作編曲）※アサノハヤトと共作編曲 / ゲーム『シャングリラドライブ』主題歌
- 幸田夢波
  - SHADE with LIGHT（作曲・編曲）
- ZEN THE HOLLYWOOD
  - エアボーイズ（編曲）
- 透色ドロップ
  - 孤独とタイヨウ（共作曲・編曲）※萩龍一と共作曲
  - 戻ることないこの瞬間（作曲・編曲）
- 玉置成実
  - Vivid Telepathy（作曲） / テレビアニメ『白銀の意思 アルジェヴォルン』ED
- Dream
  - CHANGE（作曲） / ゲーム『トリニティ ジルオール ゼロ』ED
- 新田恵海
  - UNITED（作曲・編曲）
- ノースリーブス（峯岸みなみソロ）
  - サヨナラに気づいて…（作曲）
- 翡翠キセキ
  - ヒカリ（作曲・共編曲）※萩龍一と共編曲
- 松下、西明日香、風花ましろ
  - Try to Dream（作曲・編曲） / ゲーム『千年戦争アイギス/御城プロジェクト：RE/モンスター娘TD』TD祭りオリジナル楽曲
- 山田エンリ
  - 道標のさきへ（作曲・編曲） / ゲーム『千年戦争アイギス』9.5周年記念曲
- 渡部優衣
  - 秘密の呪文（作曲・編曲）

### アニメ・ゲーム
- イケメンライブ 恋の歌をキミに
  - The Labor（作曲）
- 妹さえいればいい。
  - 第六感のミストレス（作曲・編曲）
- ウマ娘 プリティーダービー
  - UNLIMITED IMPACT（作曲・編曲）
- 温泉むすめ
  - 湯夢色バトン（作曲・編曲）
- 会長はメイド様!
  - Never Give Up!（作曲）
- 拡張少女系トライナリー
  - テクトラ！ - Yumemille feuille guruRemiX. -（作曲）
- 今日、恋をはじめます
  - SEASONS（作曲）
- 金色のコルダ〜secondo passo〜
  - あなたの鼓動（作曲）
- 黒子のバスケ
  - Perfect Copy?（編曲）
- 新妹魔王の契約者
  - Blooming（作曲・編曲）
- スタミュ
  - REFLECTION（作曲・編曲）
- 絶対可憐チルドレン
  - No Surrender（作曲）
  - 瞬間を越えるSmile（作曲）
- 千年戦争アイギス
  - LIVE now（作曲・編曲）
- 千年戦争アイギス/御城プロジェクト：RE/モンスター娘TD
  - HELLOWEEN TD NIGHT（作曲・編曲）
- 閃乱カグラ
  - 闇夜は乙女を花にする（作曲・編曲）
- ダンガンロンパ 希望の学園と絶望の高校生 The Animation
  - 希望のダンガン（作曲・編曲）
- 探偵オペラ ミルキィホームズ
  - ふたりはトモダチ（作曲・編曲）
- 天使の3P!
  - HOWLING（作曲・編曲）
- ときめきレストラン☆☆☆
  - Brilliant road（作曲・編曲）
- バカとテストと召喚獣にっ!
  - 想いが空を時を陸を海を越えて（編曲）
- ハヤテのごとく!
  - sotto voce（作曲）
  - キミに「好き」と言えたら（作曲・編曲）
- 響け!ユーフォニアム
  - 明日へのEuphony（作曲）
- Free!
  - REAL WAVE（作曲・編曲）
  - アコガレStarting Block!!（作曲・編曲）
- ベン・トー
  - 氷の美称（作曲・編曲）
- 夢色キャスト
  - PERSONA+MYSTERY（作曲・編曲）
- ラブライブ!
  - もうひとりじゃないよ（作曲・編曲）
  - ありふれた悲しみの果て（作曲・編曲）
  - UNBALANCED LOVE（作曲・編曲）
  - ユメノトビラ（作曲・編曲）
  - Dancing stars on me!（作曲・編曲）
  - るてしキスキしてる（作曲・編曲）
  - 冬がくれた予感（作曲・編曲）
- ラブライブ!サンシャイン!!
  - 想いよひとつになれ（作曲・編曲）
  - コワレヤスキ（作曲・編曲）
  - WATER BLUE NEW WORLD（作曲・編曲)
  - 水面にピアノ（作曲・編曲)

## 音楽担当作品

### ゲーム
- EXtreme LIVES（2022年）
- モンスター娘TD〜ボクは絶海の孤島でモン娘たちに溺愛されて困っています〜（2022年）

## ミックス担当

### アーティスト
- Karei & ooo
  - 未来へ繋ぐ
- 透色ドロップ
  - やさしさのバトン
  - キュンと。
  - アンサー
  - 君が描く未来予想図に僕が居なくても
  - ネバーランドじゃない
  - 君色クラゲ
  - きみは六等星
  - 桃郷事変
  - 教えてよHashtag
  - 僕が僕である理由
  - 君へ花便り
- 高田憂希
  - 一年ぶりの僕とあなたの夏
- ニコルポップ
  - ショコラ
- はらあやの
  - a mute promise / 舞台『斬/大江戸闇婦始末記』主題歌
- るんちゃ
  - サケニタイス / ゲーム『BLUE REFLECTION SUN/燦』OP

### アニメ・ゲーム
- 拡張少女系トライナリー
  - ソラノキヲク
- Cytus II
  - Effervesce
  - Deep Dive
  - Familiar Craze
  - Malstream
  - Crimson Fate
- BLUE REFLECTION 幻に舞う少女の剣
  - BGM
- BLUE REFLECTION TIE/帝
  - BGM
- BLUE REFLECTION SUN/燦
  - BGM
- ライザのアトリエ 〜常闇の女王と秘密の隠れ家〜
  - BGM（一部）
- ライザのアトリエ2 〜失われた伝承と秘密の妖精〜
  - BGM（一部）

### CD
- Alchemy of Sounds ～Atelier Arranged Tracks～